# Karnaki rejtekhely
A karnaki rejtekhely vagy cachette a karnaki Ámon-templom hetedik pülónja és főtengelye közti udvarban lévő verem, melyben az ókori Egyiptom legnagyobb szoborleletét találták. A rejtekhelyre 1903-ban bukkant rá munkálatai során a Gaston Maspero felügyelete alatt dolgozó Georges Legrain, és a felfedezést követő években összesen kb. 20 000 különböző szobor és egyéb tárgy került elő belőle.

## Története

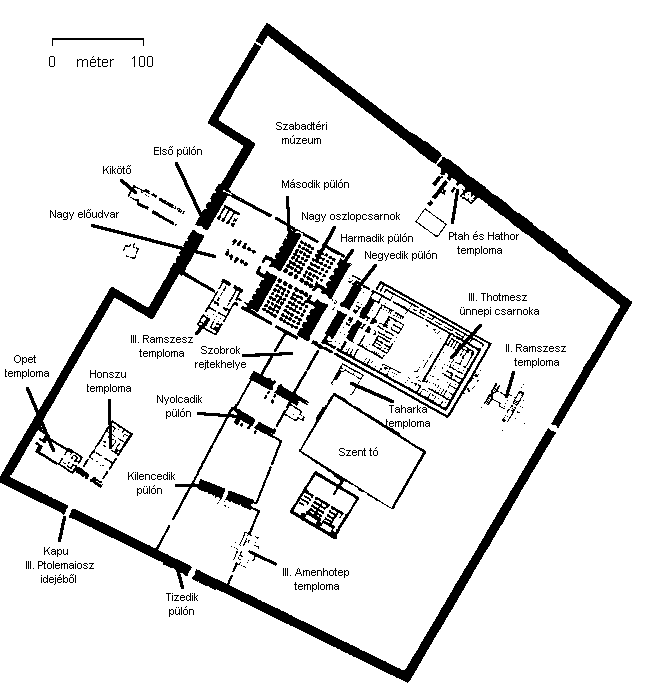
Ámon templomkörzete. A rejtekhely „szobrok rejtekhelye” néven szerepel a képen

A templom történelmének évszázadai alatt egyre több szobornak kellett helyet találni. A megoldást az jelentette, hogy a régebbi szobrokat egy föld alatti aknában helyezték el, így a szent területen maradtak, még ha nem is lehettek szem előtt többé. Szintén helyhiány miatt kerülhettek ide a templomba látogatók által ajándékozott áldozati tárgyak. A szobrokat egyszerre helyezték el a rejtekhelyen.
Legrain munkásai 1903. december 26-án találták meg az első tárgyat a rejtekhelyen, I. Széthi egy sztéléjét. Ez alatt három szoborra bukkantak, majd még lentebb további leletekre. Az év végére körülbelül negyven ép szobor került elő, húsz töredék és számtalan egyéb tárgy, köztük bronzfigurák és rituális kellékek. Nemsokára a leletanyag már 751 szoborból és töredékből, kb. 17 000 bronztárgyból, faszobrocskából, egész sor sztéléből, obeliszkből, áldozati asztalból, fém- és kőedényből, építészeti elemekből és Ámon szent állata, a kos csontjaiból állt.
Legrain nagy óvintézkedéseket tett a tárgyak megőrzésére. A leleteket 1905-ben tíz vasúti kocsival és két, az utat többször is megjáró hajóval szállíttatta a kairói Egyiptomi Múzeumba. Több leletnek így is nyoma veszett, bár sok közülük újra felbukkant a világ múzeumaiban. Legrain minden egyes leletről gondos leírást készített, fényképekkel és a hieroglifák másolatával és fordításával, műve azonban, ha befejezte, nagyrészt elveszett. 1906 és 1925 közt kb. 250 szoborról közzétette leírását, azóta más egyiptológusok kb. 50 szobrot dokumentáltak. Az ásatást Legrainék 1905 júliusának közepén nem befejezték, csak abbahagyták a beáramló víz okozta veszélyek miatt; valószínű, hogy nem került még elő minden itt elhelyezett tárgy.

## A szobrok

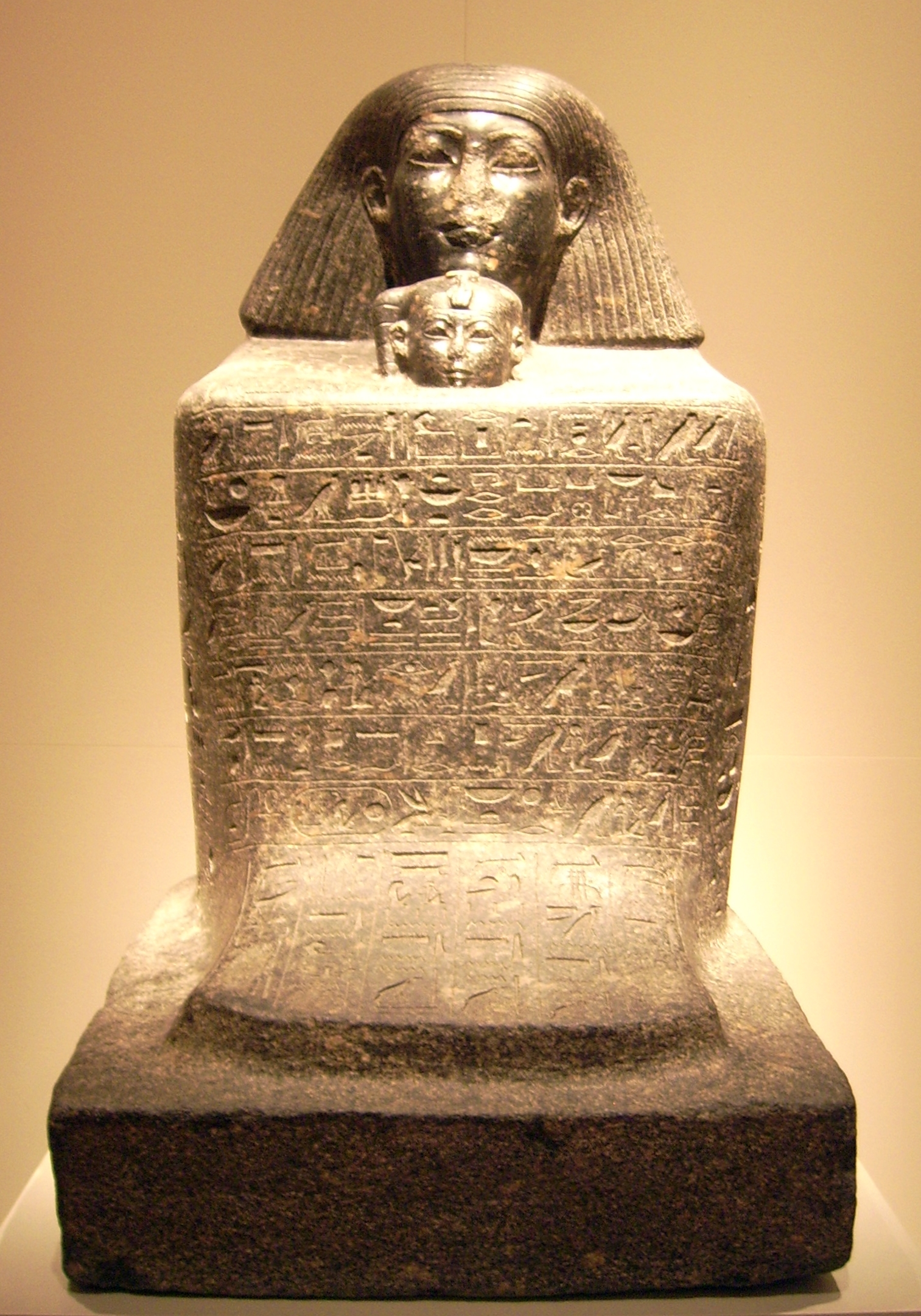
Szenenmut és Nofruré kockaszobra

Egyiptom ókori történelmének szinte minden korszaka képviselteti magát; a legkorábbi tárgyak a rejtekhelyen az óbirodalom idejéből származnak, a legkésőbbiek a ptolemaida korból. Ezzel a szobrászat fejlődésébe is átfogó betekintést nyújtanak.
Az Óbirodalom idejéből kevés szobor került a rejtekhelyre; említést érdemel közülük az V. dinasztiabeli Niuszerré király szobra. A középbirodalom már több szoborral képviselteti magát, a XII. dinasztia legfontosabb uralkodóinak, I. Szenuszertnek, III. Szenuszertnek és III. Amenemhatnak mindnek találhatóak itt szobrai. Még a viharos történelmű második átmeneti korból is került ide pár darab.
A legtöbb szobor az újbirodalom (különösen a XVIII. dinasztia), a harmadik átmeneti kor és a XXV. dinasztia idejéből származik, amikor Théba a legjelentősebb város volt. A XXVI. dinasztia idejéből, amikor ismét Északon volt a hatalom középpontja, kevesebb szobor került a rejtekhelyre, de a XXX. dinasztia és a ptolemaida kor idején ismét több; a legtöbb lelet az időszámítás előtti utolsó négy évszázadból származik.

## Külső hivatkozások
- Kereshető adatbázis (francia)